# Leandra deflexa
Leandra deflexa är en tvåhjärtbladig växtart som först beskrevs av O. Berg. och José Jéronimo Triana, och fick sitt nu gällande namn av Célestin Alfred Cogniaux. Leandra deflexa ingår i släktet Leandra och familjen Melastomataceae. Inga underarter finns listade i Catalogue of Life.